# Рива-дель-Гарда
Ри́ва-дель-Га́рда (итал. Riva del Garda), до 1969 года просто Рива —  итальянская коммуна провинции Тренто области Трентино-Альто-Адидже, центр долинного сообщества Альто-Гарда-э-Ледро. Располагается на северной оконечности озера Гарда.
Название переводится с итальянского языка как «побережье». В Средние века владение Ривой оспаривали епископы Трента и Венецианская республика. Решением Венского конгресса (1815) город был отдан Габсбургам, которые владели им до конца Первой мировой войны (1918). 
Во второй половине XIX века превратился под немецким названием Райф-ам-Гартзе (Reiff am Gartsee) в один из основных курортов Австро-Венгрии, где, в частности, любили отдыхать Томас Манн и Франц Кафка. Через эту приграничную крепость проходил маршрут многих путешественников из Германии и Австрии в Италию. Здесь базировалась австрийская флотилия. С 1891 до 1936 гг. существовало прямое железнодорожное сообщение с Арко, где строили свои виллы корифеи венского высшего света.
Бухта Ривы — популярная благодаря живописному рельефу и мягкому климату туристическая и курортная местность, привлекающая, в частности, велосипедистов и виндсёрферов. Из достопримечательностей заслуживают упоминания: 
- башня Аппонале (известна по документам с 1273 года);
- приозёрная венецианская крепость, перестроенная из замка Скалигеров и приспособленная австрийцами под казарму;
- площадь 3 ноября с административными зданиями XIV—XV веков;
- несколько средневековых ворот, сохранившихся от разобранной городской стены;
- 11 церквей (частью средневековых, частью барочных).

Над городом высится 1575-метровая гора Роккетта, на склоне которой с венецианской башни начала XVI века открываются отличные виды на озеро Гарда. Также поблизости часто посещается 87-метровый водопад Вароне.
Население составляет 15838 человека (2011 г.), плотность населения составляет 374 чел./км². Занимает площадь 42 км². Почтовый индекс — 38066. Телефонный код — 0464.
В коммуне 15 августа особо празднуется Вознесение Девы Марии. Покровителем коммуны почитается святой апостол Андрей Первозванный, празднование 30 ноября.
Динамика населения:
- Общий вид
- Бролетто
- Церковь Успения Девы Марии
- Церковь Инвиолата
- Башня Аппонале
- Замок Рокка
- Гидроэлектростанция

## Города-побратимы
- Бенсхайм, Германия (1989)